# Hans-Rudolf Manger
Hans-Rudolf Manger  (* 23. Juni 1908 in Frankfurt am Main; † 23. Januar 1993 in Fahrstedt) war ein deutscher Industriekaufmann und Familienforscher.

## Leben und Wirken
Manger war der Sohn eines genealogisch interessierten Vaters, der während des Ersten Weltkrieges starb, als sein Sohn sechs Jahre alt war. Sein Großvater schrieb den Eintrag zur Familie Manger im 32. Band des Deutschen Geschlechterbuches und machte seinen Enkel mit genealogischen Arbeiten vertraut.
Manger arbeitete als Industriekaufmann für verschiedene Unternehmen in Süddeutschland und beschäftigte sich hier auch mit der Genealogie. 
Aufgrund seiner Hochzeit zog er 1931 nach Dithmarschen und arbeitete dort aufgrund der Vorfahren seiner Frau, die im Harlingerland gelebt hatten, nach kurzer Zeit genealogisch. 1914 hielt er sich im Urlaub im Elternhaus des ostfriesischen Familienforschers und Pastoren Ludwig Janssen (1888–1971) auf, der ein wichtiger Helfer wurde. Beide arbeiteten sehr produktiv im Bereich der ostfriesischen Familienforschung und Heraldik und wurden enge Freunde.
Ab 1952 arbeitete Manger in der Arbeitsgruppe Familienforschung der Ostfriesischen Landschaft und übernahm 1964 die Geschäftsführung. Er hatte hierfür ein breites Wissen in allen Bereichen der Genealogie und verwandten Themenfeldern und konnte aufgrund seiner Berufspraxis gut organisieren. Er verstand es, seine Mitarbeiter zu begeistern und galt als äußerst fleißig. Er erweiterte die Zeitschrift „Quellen und Forschungen zur ostfriesischen Familien- und Wappenkunde“ konstant und ergänzte sie um Erstpublikationen zuvor unveröffentlichter Quellen und Forschungsberichte. Er erhielt und beantwortete Suchanfragen und ermöglichte insbesondere dadurch rege Kontakte zwischen Redaktion, Beziehern und Lesern der Zeitschrift. 
Manger wollte die Übersichtlichkeit und Vielseitigkeit seiner Zeitschrift bewahren und gab daher zu Einzelthemen „Beihefte“ heraus. Mit seiner Hilfe entstanden die überregional renommierten „Ostfriesischen Ahnenlisten“ und „Ostfrieslands Ortssippenbücher“. Als besonderes Anliegen wollte er in der Ostfriesischen Landschaft die  Arbeitsgruppe für Familienforschung stärken und ausbauen. Er organisierte immer sachkundig fundierte Tagungen, denen er sich persönlich annahm, die Fachleuten und Laien Anregungen gaben und aufgrund derer oftmals weitere Arbeiten und Bücher entstanden. Manger setzte sich nachhaltig dafür ein, die Buchbestände der Arbeitsgruppe zu pflegen und auszubauen. Er besaß eine eigene Bibliothek zur Familienforschung, die nach seinem Tod wunschgemäß die ostfriesische Familienforschung erhielt.
Im Ruhestand litt Manger zunehmend an dem Verlust seiner Sehkraft. Freunde und Familienmitglieder halfen ihm, sodass er auch noch nach dem 70. Geburtstag, als er selbst mit starken Hilfsmitteln nicht mehr des Lesens und Schreibens mächtig war, seine Arbeit fortführen konnte.
Manger wurde für sein Engagement öffentlich gewürdigt. Von der Ostfriesischen Landschaft erhielt er 1970 das Indigenat, von der Zentralstelle für Personen- und Familiengeschichte die Medaille Pro merito genealogiae.